# Larry Mullen, Jr.
Lawrence "Larry" Joseph Mullen (Dublin, 31. listopada 1961.), irski glazbenik.
Bubnjar je irske rock grupe U2. Bubnjeve je počeo svirati još 1971. godine kao učenik Joea Bonniea. Kada mu je sestra Cecilia kupila bubnjeve, Larry je poželio osnovati sastav. U jesen 1976. godine stavlja poziv zainteresiranima za osnivanje sastava na oglasnu ploču u školi na koji se javljaju Adam Clayton, Bono, The Edge i njegov brat Dick (Larry i danas tvrdi da je pravo ime sastava ustvari "The Larry Mullen Band"!). Prvi sastanak članova danas planetarno poznatog U2-a zbio se u Larryjevoj kuhinji 25. rujna 1976. godine. 
Larry je oduvijek htio biti pjevač poput Elvisa (koji mu je veliki uzor). Velika strast, uz naravno Elvisovu glazbu, su mu i motori Harley-Davidson (tijekom ZooTv turneje proputovao je motorom 16 000 km vozeći se od nastupa do nastupa). Danas Larry živi na relaciji Dublin - New York.